# Camissonia parvula
Camissonia parvula là một loài thực vật có hoa trong họ Anh thảo chiều. Loài này được (Nutt.) P.H.Raven mô tả khoa học đầu tiên năm 1964.

## Hình ảnh

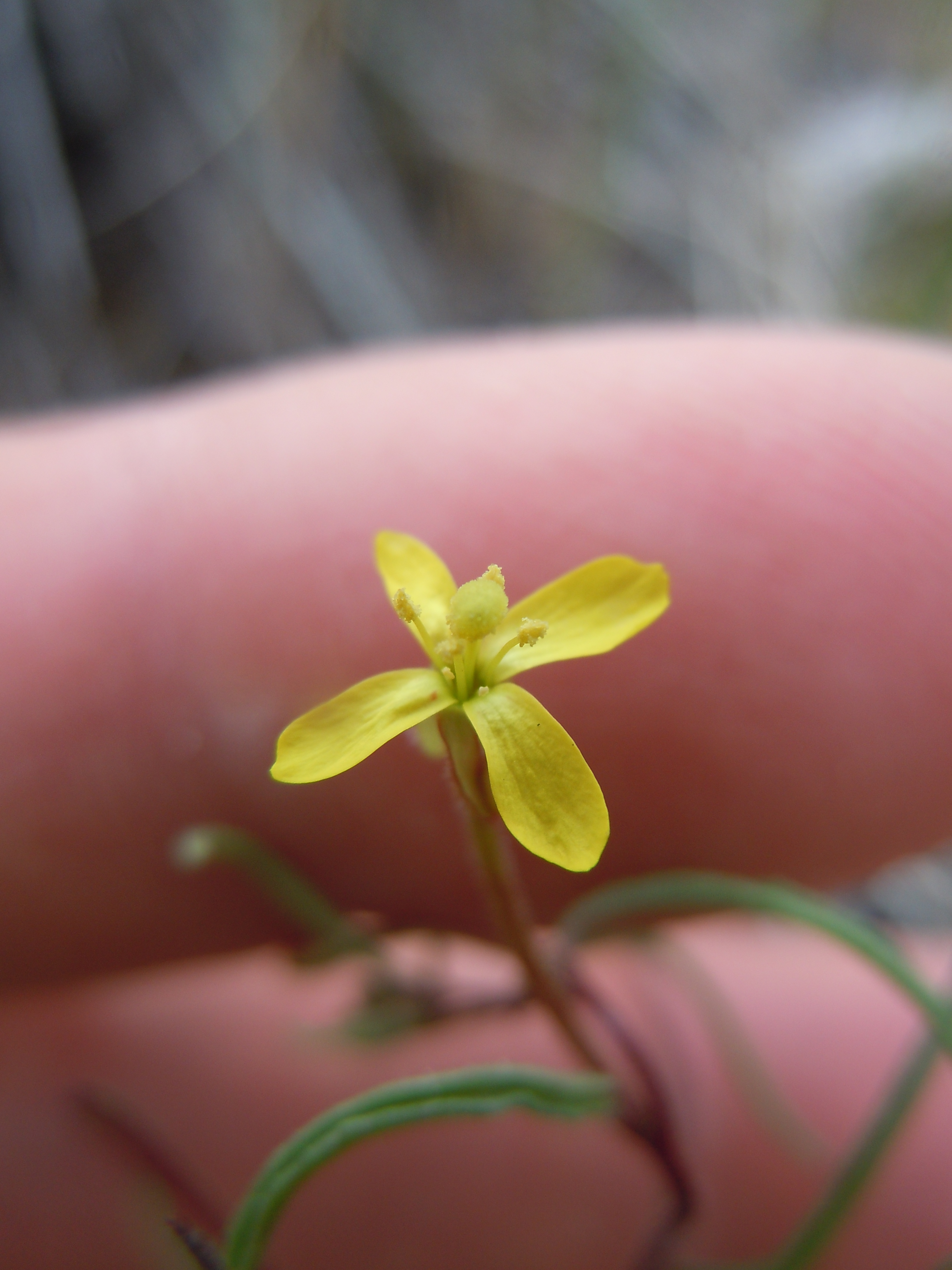
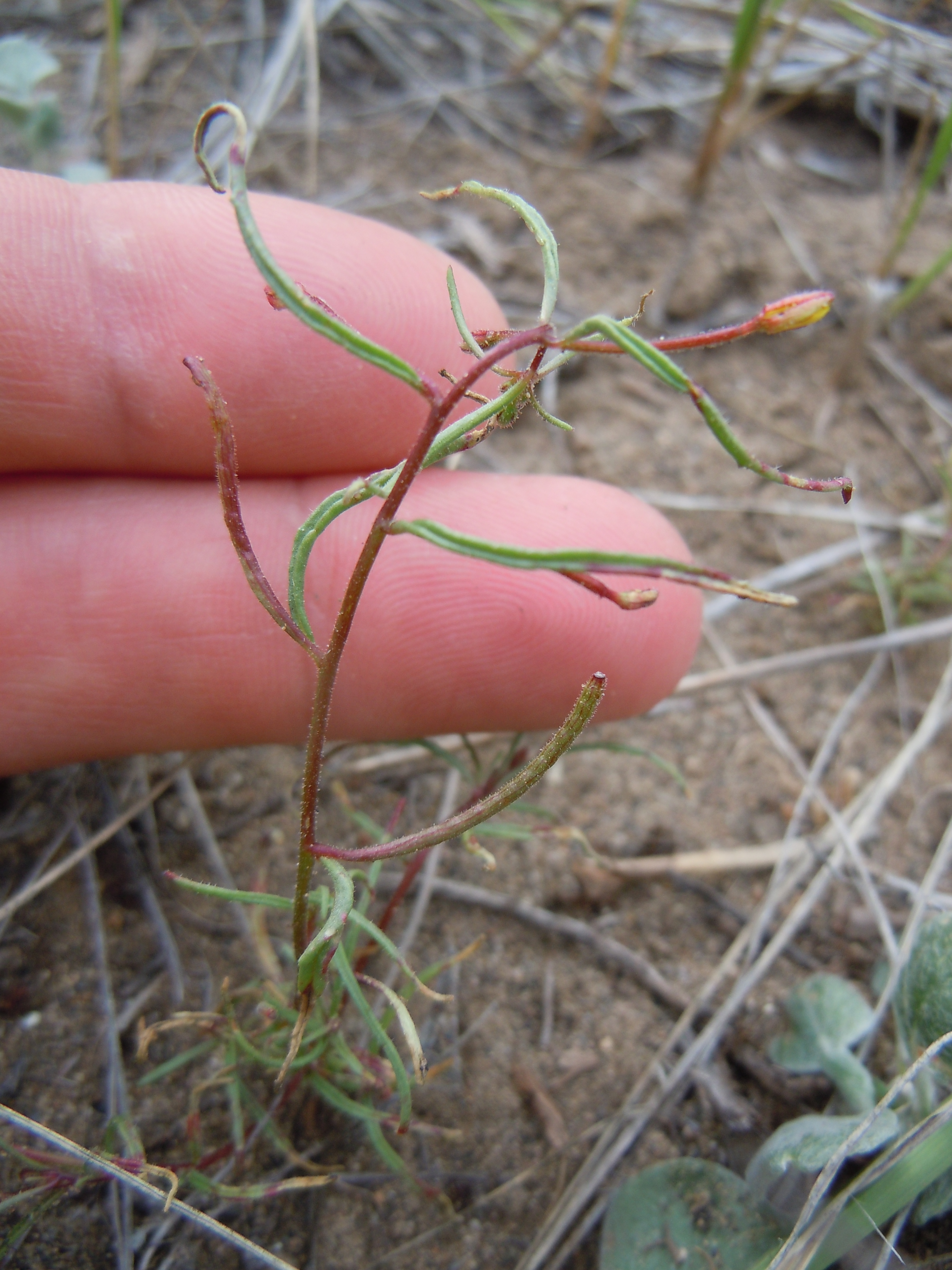
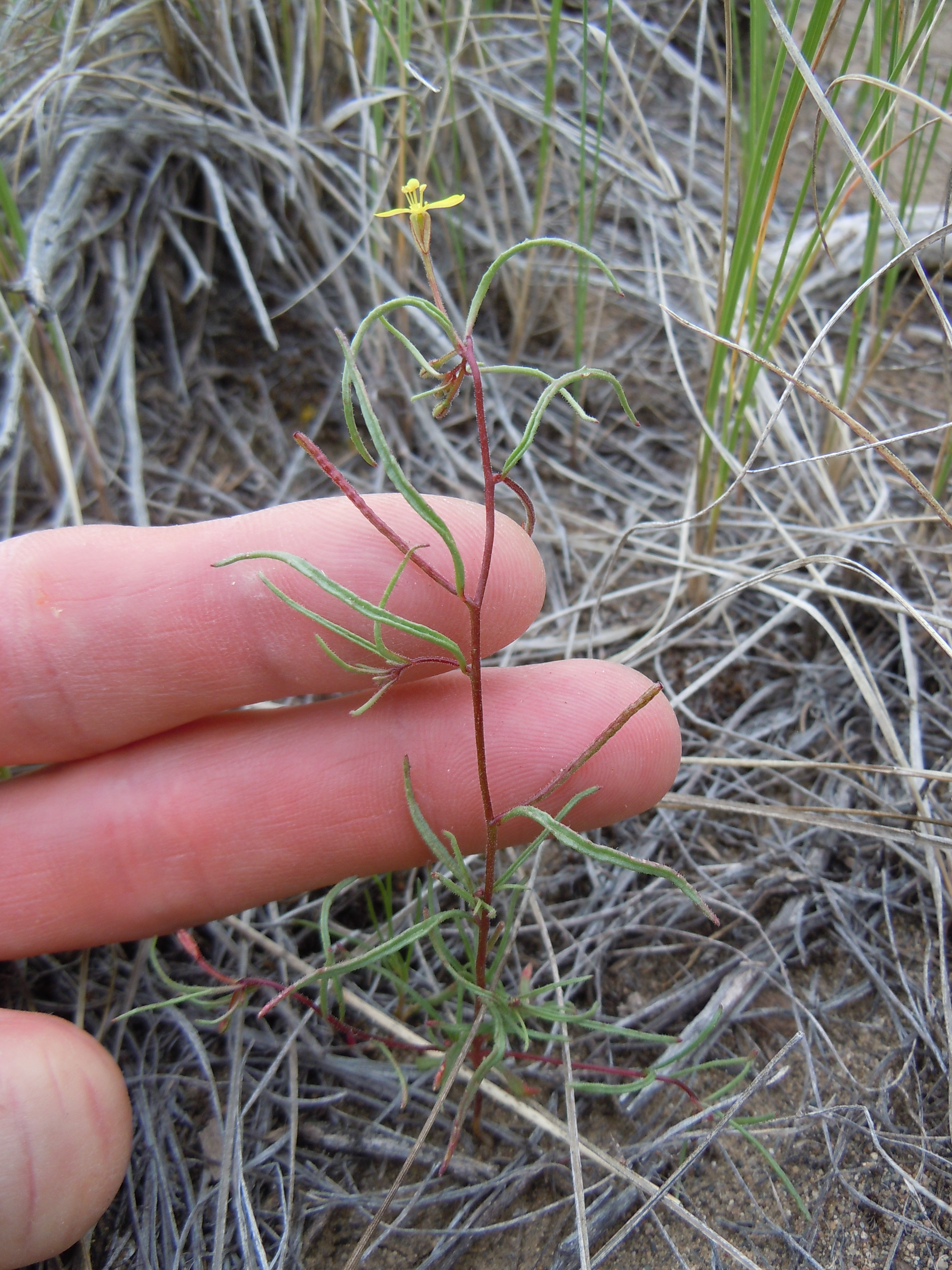
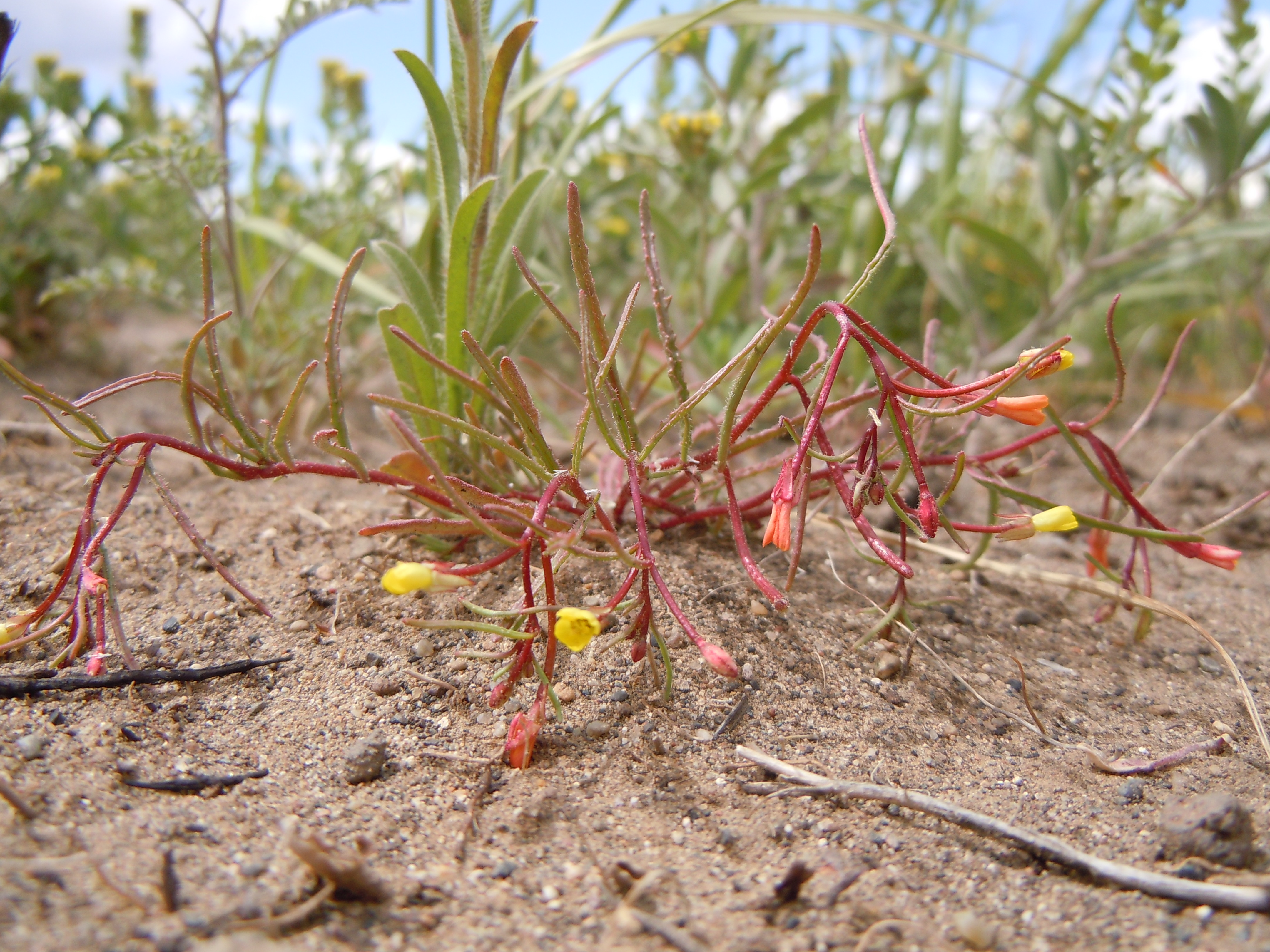